# Локомотив (Знам'янка)
Футбольний клуб «Локомотив» — український футбольний клуб з міста Знам'янки Кіровоградської області. Учасник аматорського чемпіонату України та кубку України.

Прапор і емблема клубу

## Історія
Перший футбольний матч у Знам'янці відбувся ще в 1911 році. З того часу футбол у місті почав ставати все популярнішим.

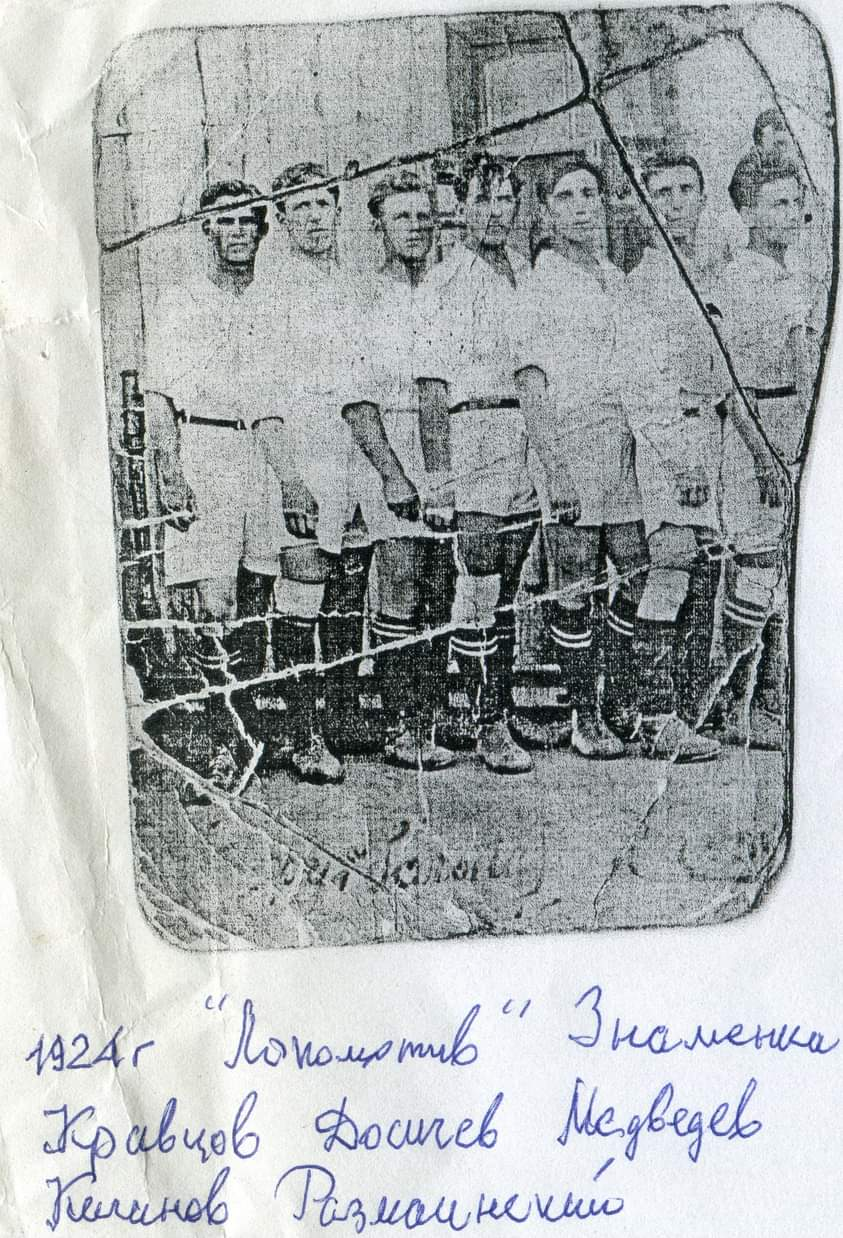
Футбольний клуб «Локомотив», Знам'янка, 1924

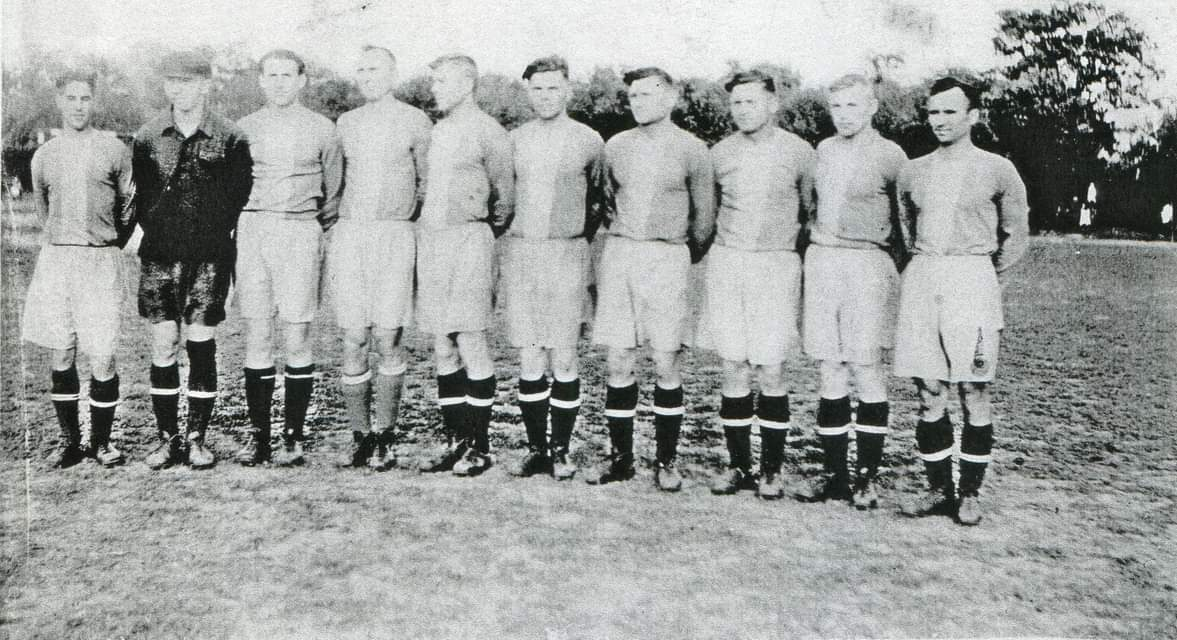
Гравці клубу «Локомотив», Знам'янка, 1924

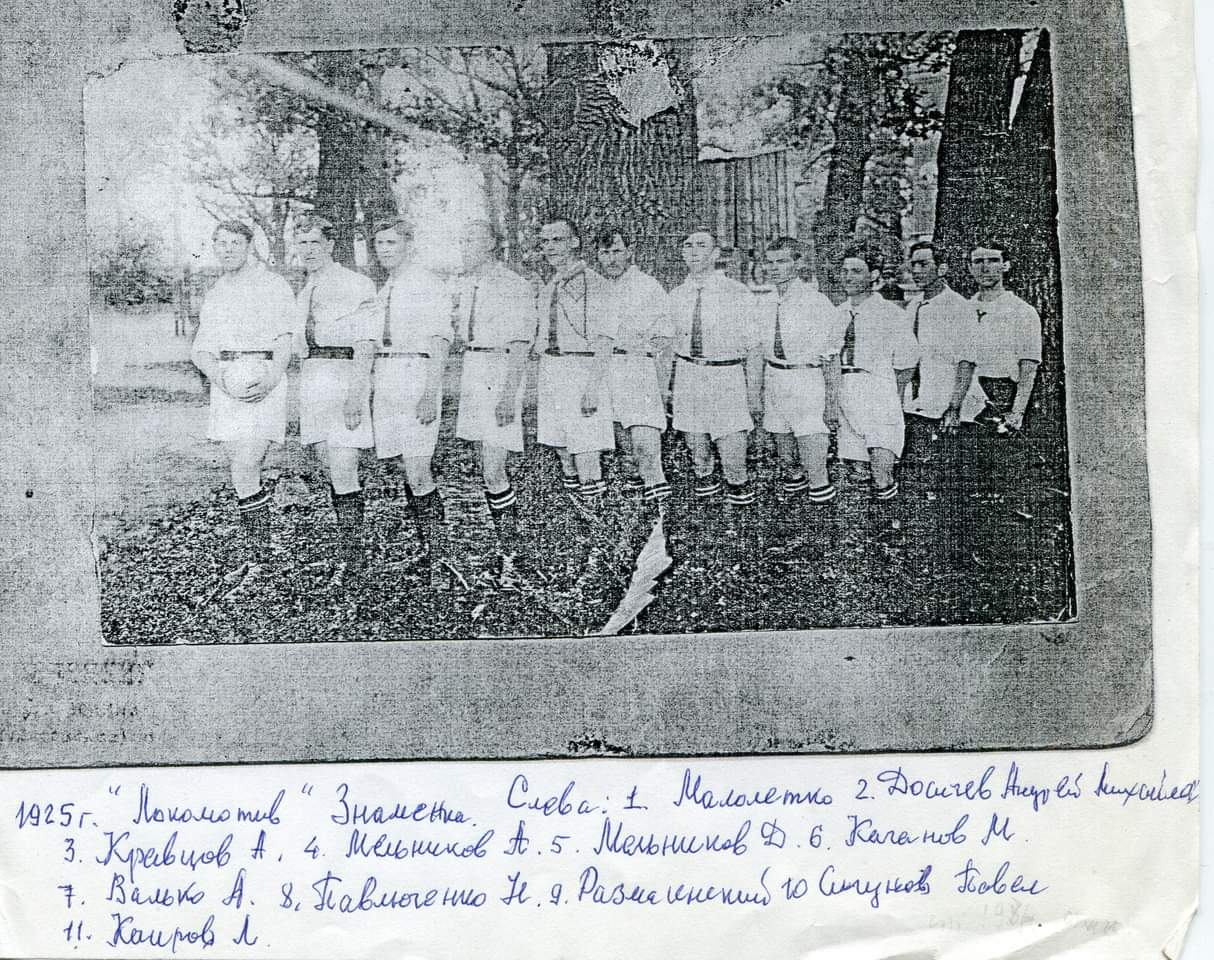
Футбольний клуб «Локомотив», 1925

Футбольний клуб «Локомотив» було засновано в 1924 році знам'янськими залізничниками. Тому з самого початку команда перебувала на балансі тих же залізничників. Спочатку клуб виступав у регіональних футбольних змаганнях, згодом грав у чемпіонаті та кубку СРСР серед КФК. За радянських часів вважався третьою найсильнішою командою області, після кіровоградської «Зірки» та олександрійського «Шахтаря». Після розпаду СРСР залізничники припинили фінансування клубу.
У 1990-х роках «Локомотив» був одним з найсильніших аматорських клубів Кіровоградщини. Команда неодноразово вигравала обласний чемпіонат (1993/94, 1995/96, 2011) та кубок (1993, 1994, 1996, 1997, 2012). Також ставала призерами чемпіонату області. У 1990-х роках команда регулярно виступала в аматорському чемпіонаті України, у сезоні 1997/98 років виступала в аматорському кубку України. А в сезоні 1994/95 років знам'янці стартували в кубку України, де в 1/128 фіналу обіграли кременчуцький «Вагонобудівник», проте вже в наступному раунді поступилися земляками, кіровоградській «Зірці».
У 2000-х роках матеріальне становище клубу погіршилося, тому команда вже не могла дозволити собі виступати у всеукраїнських аматорських турнірах. Тому «Локомотив» продовжував виступи в обласних змаганнях. У 2017 році через фінансову скруту команда змушена була виступати в чемпіонаті Знам'янського району.

## Досягнення
- Чемпіонат Кіровоградської області
  -  Чемпіон (2): 1993/94, 1995/96, 2011
  -  Срібний призер (1): 2010
  -  Бронзовий призер (3): 1993, 1994/95, 1996/97
- Кубок Кіровоградської області
  -  Володар (5): 1993, 1994, 1996, 1997, 2012

## Всі сезони в незалежній Україні
| Сезон   | Чемпіонат         | Чемпіонат | Чемпіонат | Чемпіонат | Чемпіонат | Чемпіонат | Чемпіонат | Чемпіонат | Кубок              | Кубок | Кубок | Кубок | Кубок | Кубок | Кубок | Примітка |
| Сезон   | Ліга              | Місце     | І         | В         | Н         | П         | М         | О         | Етап               | І     | В     | Н     | П     | М     | О     | Примітка |
| ------- | ----------------- | --------- | --------- | --------- | --------- | --------- | --------- | --------- | ------------------ | ----- | ----- | ----- | ----- | ----- | ----- | -------- |
| 1994/95 | —                 | —         | —         | —         | —         | —         | —         | —         | 1/64 фіналу        | 2     | 1     | 0     | 1     | 1−4   | 2     |          |
| 1995/96 | Аматори (група 6) | 4 з 4     | 6         | 1         | 0         | 5         | 1-6       | 3         | —                  | —     | —     | —     | —     | —     | —     |          |
| 1997/98 | —                 | —         | —         | —         | —         | —         | —         | —         | Аматори 1/8 фіналу | 1     | 0     | 0     | 1     | 2−3   | 2     |          |

## Відомі тренери
- Микола Розмаїнський 1924-1930
- Микола Павлюченко 1930-1948
- Федір Лифар 1944-1948
- Микола Легкодух 1949-1956
- Володимир Борщик 1957-1958
- Дмитро Федоров 1959-1961
- Борис Муравський 1962-1966
- Анатолій Третьяков 1967
- Валерій Нечаєв 1968-1969
- Олександр Янчук 1970-1972
- Юхим Сприкут 1973-1974
- Валентин Демченко 1975-1977
- Юрій Сапожніков 1975-1977
- Анатолій Овчаренко 1978-1982
- Віктор Чичерков 1983-1986
- Олександр Гришин 1987-1988
- Валерій Лень з 1989 року

## Відео
- [2]ФК "Локомотив" Знам'янка. Історія команди (1 серія) [Архівовано 11 листопада 2020 у Wayback Machine.]